# Emma Norsgaard
Emma Cecilie Norsgaard Bjerg (født Jørgensen, 26. juli 1999 i Silkeborg) er en dansk cykelrytter, som kører for Lidl-Trek. Hun har bl.a. vundet danmarksmesterskabet i linjeløb og i enkeltstart, og i 2023 vandt hun en etape i Tour de France Femmes.

## Karriere
Ved DM i landevejscykling 2015 vandt hun sølv i linjeløbet for seniorer, kun slået af Amalie Dideriksen. Året efter vandt Emma Norsgaard linjeløbet foran Dideriksen, og hun kunne kalde sig danmarksmester som 17-årig.
I 2017 vandt hun bronze i juniorernes enkeltstart og sølv i linjeløbet ved EM i landevejscykling. Samme år vandt hun sølv i juniorernes VM i linjeløb og blev nummer 16 på juniorernes enkeltstart ved VM i Bergen. Her måtte hun køre på Cecilie Uttrup Ludwigs cykel, da hendes egen ikke blev godkendt; cyklen fra Python Pro var ikke typegodkendt af UCI.
Hun blev inspireret af sin storebror Mathias Norsgaard til at begynde som cykelrytter, da hun var syv år.

## Meritter
2016
1.  Dansk mester i linjeløb
6. plads ved VM for juniorer i linjeløb
2017
1.  Dansk juniormester i enkeltstart
2.  VM for juniorer i linjeløb
EM i landevejscykling for juniorer
2.  Enkeltstart
3.  Linjeløb
3. plads sammenlagt i Energiewacht Tour Juniors
2018
2. plads ved Dannarksmesterskaberne i linjeløb
2. plads ved Chrono des Nations-Les Herbiers-Vendée
2019
3. plads ved Chrono des Nations-Les Herbiers-Vendée
2020
1.  Dansk mester i linjeløb
3.  U23-EM i linjeløb
3. plads ved Omloop van het Hageland
7. plads ved VM i enkeltstart
2021
1.  Dansk mester i enkeltstart
Samlet vinder af Grand Prix Elsy Jacobs
Vinder af 1. og 2. etape
1.  Pointkonkurrencen
1.  Ungdomskonkurrencen
3. plads sammenlagt ved Thüringen Ladies Tour
Vinder af 1. etape
2. plads, 2. og 3. etape
1.  Ungdomskonkurrencen
1. plads, 6. etape af Giro Rosa
2. plads, 5. og 8. etape af Giro Rosa
2. plads ved Omloop Het Nieuwsblad
2. plads ved Le Samyn des Dames
2. plads ved Classic Brugge-De Panne
2. plads ved Scheldeprijs
3. plads sammenlagt ved Healthy Ageing Tour
1.  Ungdomskonkurrencen
2022
1.  Dansk mester i enkeltstart
1. plads ved Le Samyn des Dames
1. plads ved Kreiz Breizh Elites
2023
1. plads, 6. etape af Tour de France Femmes
1.  Dansk mester i enkeltstart
1.  Dansk mester i gravel
2. plads samlet ved Baloise Ladies Tour
2. plads, 1. etape
4. plads ved Omloop Het Nieuwsblad
2024
1.  Dansk mester i enkeltstart
2025
3. plads ved DM i enkeltstart

## Privat
Norsgaard blev den 30. oktober 2021 gift med Mikkel Bjerg, der også er professionel cykelrytter. Parret bor i Brædstrup.
Norsgaard er lillesøster til Mathias Norsgaard, som ligeledes er professionel cykelrytter.